# Comiac
Comiac (okzitanisch gleichlautend) ist eine Ortschaft und eine ehemalige französische Gemeinde im Département Lot in der Region Okzitanien. Sie war Teil des Kantons Cère et Ségala im Arrondissement Figeac. Die Gemeinde hatte zuletzt 222 Einwohner (Stand: 1. Januar 2013).
Comiac liegt etwa 31 Kilometer westlich von Aurillac.
Comiac wurde mit Wirkung vom 1. Januar 2016 mit den Gemeinden Sousceyrac, Calviac, Lacam-d’Ourcet und Lamativie zur Commune nouvelle Sousceyrac-en-Quercy zusammengeschlossen und übt dort seither den Status einer Commune déléguée aus.

## Bevölkerungsentwicklung
| Jahr                       | 1962 | 1968 | 1975 | 1982 | 1990 | 1999 | 2006 | 2013 |
| Einwohner                  | 475  | 473  | 363  | 307  | 272  | 252  | 237  | 222  |
| Quellen: Cassini und INSEE |      |      |      |      |      |      |      |      |

## Sehenswürdigkeiten

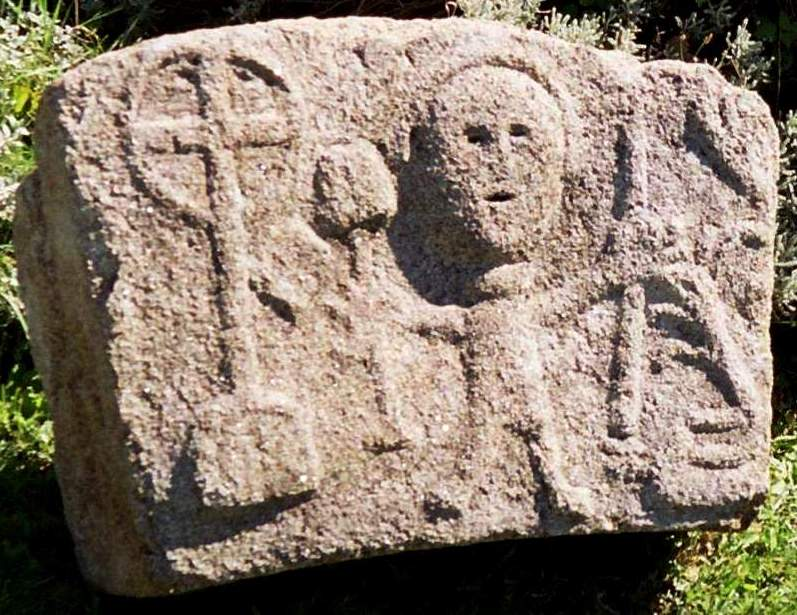
Skulptur der merowingischen Nekropole (10. Jahrhundert)

- Merowingische Nekropole
- Kirche Saint-Jean-Baptiste